# Hideki Noda
Hideki Noda (născut la data de 7 martie 1969, în Osaka, Japonia) este un fost pilot de curse care a evoluat în Campionatul Mondial de Formula 1 în sezonul 1994.

## Cariera în Formula 1
| Sezon | Echipă               | Puncte      | Loc clasament general |
| ----- | -------------------- | ----------- | --------------------- |
| 1994  | Tourtel Larrousse F1 | 0           | -                     |
| 1995  | MTV Simtek Ford      | Pilot teste | -                     |

## Cariera în IndyCar
| Sezon | Echipă                                | Puncte | Loc clasament general |
| ----- | ------------------------------------- | ------ | --------------------- |
| 2002  | Convergent Racing Indy Regency Racing | 54     | 32                    |